# Paleu (gmina)
Paleu – gmina w Rumunii, w okręgu Bihor. Obejmuje miejscowości Paleu, Săldăbagiu de Munte i Uileacu de Munte. W 2011 roku liczyła 2523 mieszkańców.